# ادوارد آپکات
ادوارد آپکات (به انگلیسی: Edward Upcott) ژیمناست زادهٔ ۲۹ دسامبر ۱۹۹۱ میلادی اهل کشور انگلستان است.